# Internationella föreningen för immaterialrätt
Internationella föreningen för immateralrätt (AIPPI, en förkortning av franskans Association Internationale pour la Protection de la Propriété Intellectuelle) är en internationell organisation för skyddet av immaterialrätt.
Föreningen bildades 1897 i Bryssel under ledning av den på den industriella lagstiftningens område banbrytande fransmannen Eugène Pouillet. Föreningen har till ändamål att verka för erkännandet av det berättigade i ett internationellt rättsskydd för uppfinningar, varumärken, mönsterskydd och modeller, firmanamn med mera, att befordra en enhetlig utbildning av motsvarande lagar i olika länder samt att sträva för en vidare utveckling av de internationella konventionerna rörande industriellt rättsskydd, särskilt den så kallade patentunionen. Föreningen arbetar dels på årliga kongresser, dels genom permanenta utskott och kommissioner, som i alla viktiga frågor samarbetar med respektive länders statsmyndigheter. De årliga kongresserna bildar en fortsättning av de kongresser för internationellt äganderättsskydd, som hölls i sammanhang med världsutställningarna i Wien 1873 samt i Paris 1878 och 1889. Den elfte kongressen hölls den 26-30 augusti 1908 i Stockholm. Medlemmarna utgörs av industriidkare och industriella verk, representanter för olika länders patentverk, patentagenter, jurister med flera yrkeskategorier, som står i beröring med industriella äganderättsfrågor. Generalsekreterare var under flera år professor Albert Osterrieth, Berlin. I flera länder, även i Sverige, har nationella dotterföreningar bildats för understödjande av den stora föreningens syften.